# Compromesso
In una disputa, il compromesso è il risultato di concessioni da entrambe le parti con lo scopo di trovare un terreno comune su cui concordare. Il compromesso porta ad appianare le differenze e viene raggiunto attraverso la mutua rettifica delle reciproche richieste, concedendo un po' a ciascuna delle parti.
È possibile che le parti raggiungano il compromesso (o provino a farlo) trattando direttamente o tramite l'intervento (mediazione) di una terza parte (mediatore).
Il compromesso è possibile nelle dispute, ma può essere più difficile da raggiungere nei conflitti istituzionalizzati (ad esempio nei governi divisi).
Alcuni valori culturali o determinati bisogni umani quali la propria identità come popolo o la autodeterminazione di una nazione potrebbero non essere soggette a compromesso (non compromissibili).